# Wasserstraßenbahn Danzig

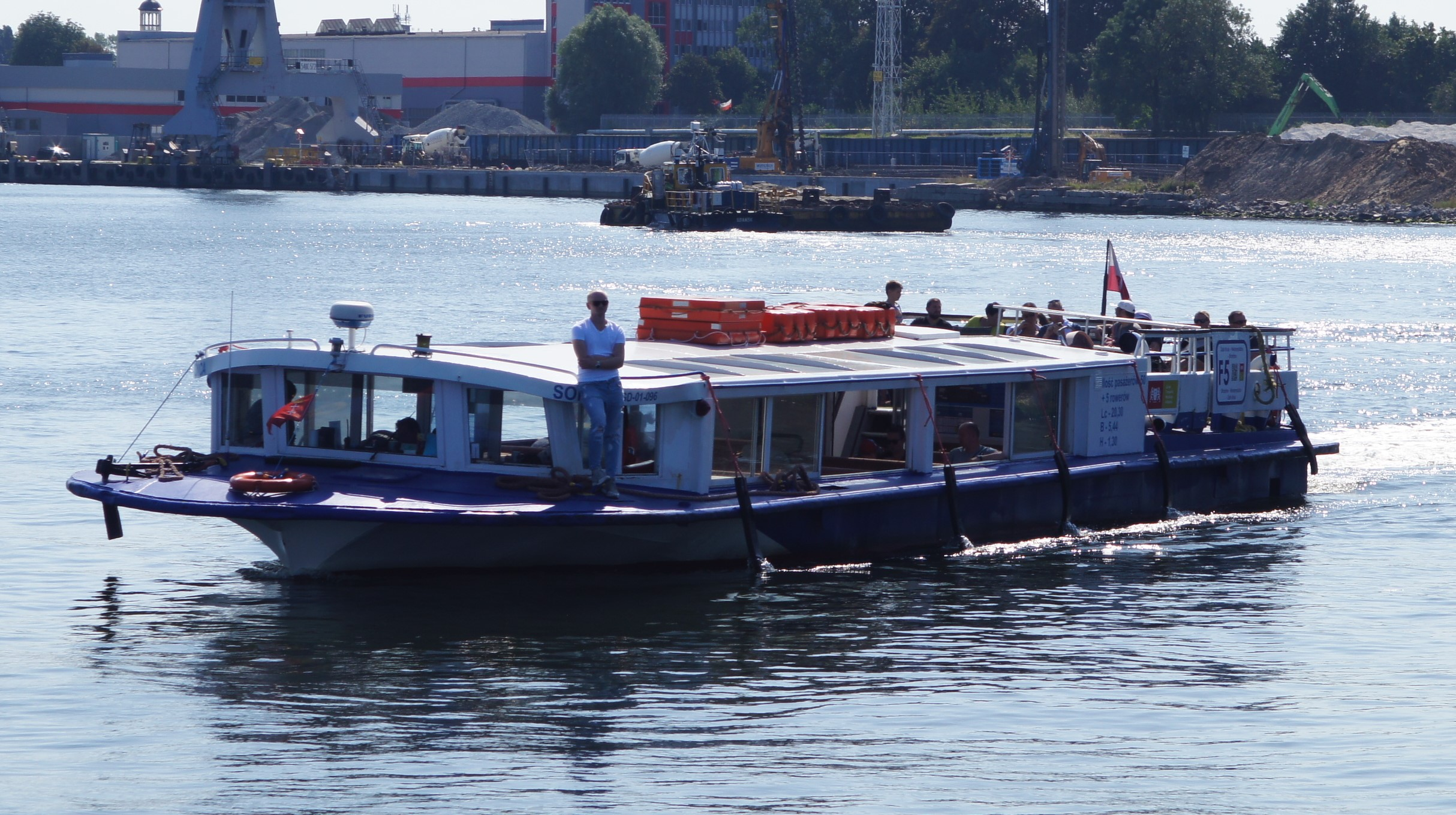
Sonica I (Linie F5)

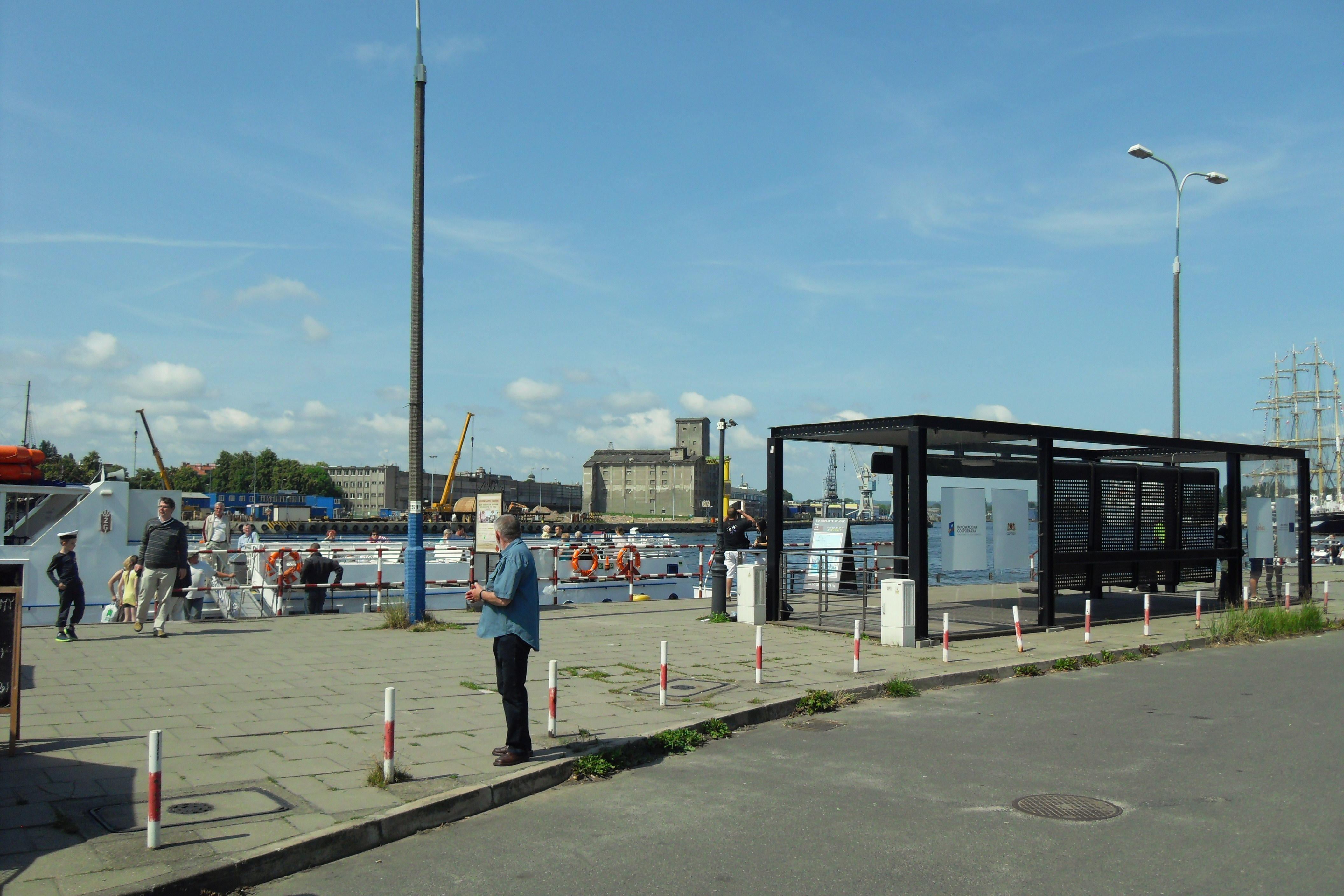
Haltestelle Westerplatte

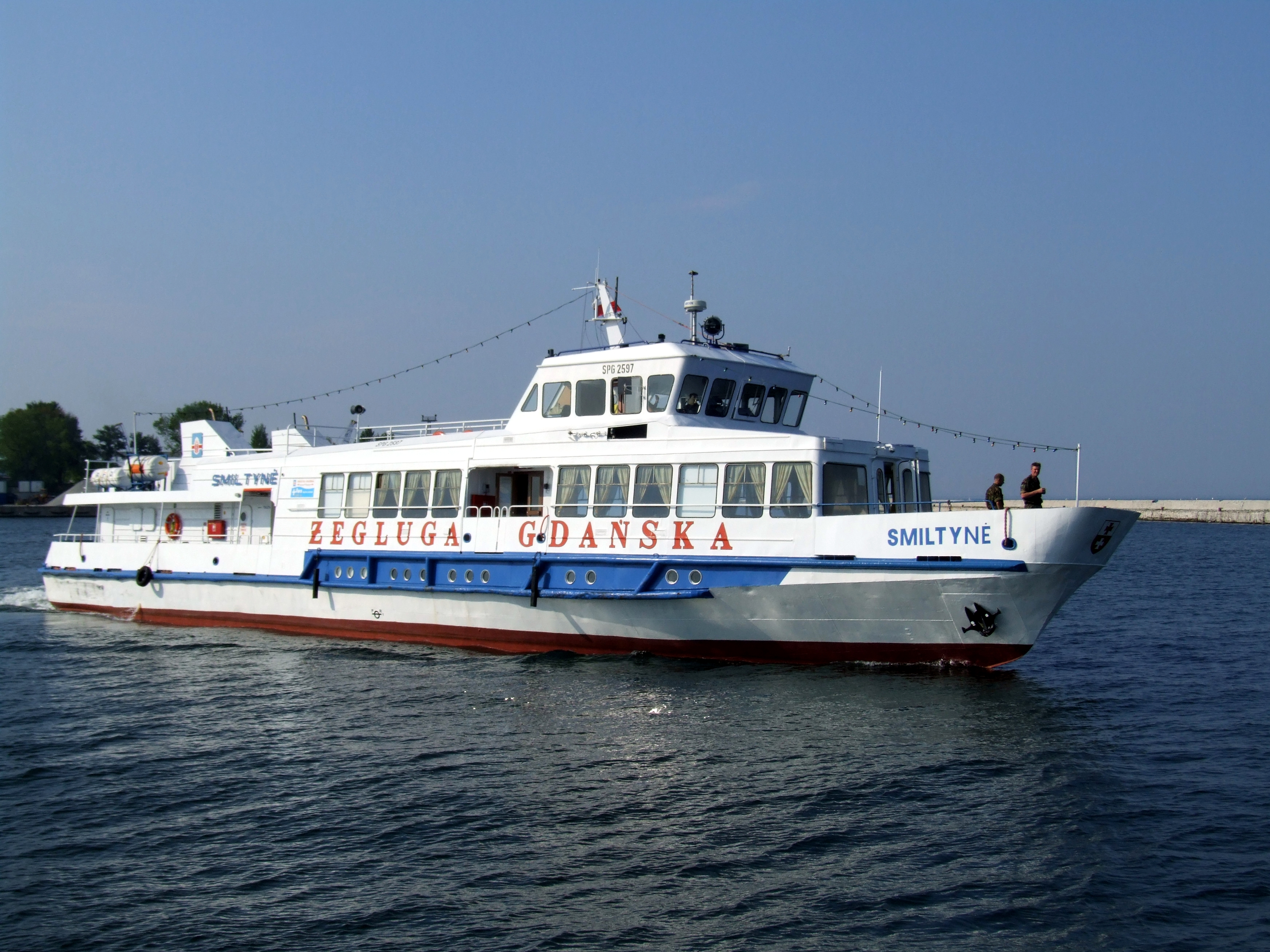
Smiltyne

Die Danziger Wasserstraßenbahn (polnisch Tramwaj wodny w Gdańsku) war ein Linienverkehr mit kleineren Passagierschiffen in Danzig in der Woiwodschaft Pommern in Polen, der von 2006 bis 2020 bestand.

## Geschichte
Im Jahr 2006 richtete die Städtische Verkehrsbehörde in Danzig (Zarząd Transportu Miejskiego, ZTM) eine Verbindung zwischen Danzig, Sopot (Zoppot) und Hel (Hela) ein, die von den Kommunalverwaltungen dieser Städte und dem Marschall der Woiwodschaft finanziert wurde. Der Woiwodschaftsfonds für Umweltschutz und Wassermanagement kofinanzierte den Betrieb. Die Linien wurden saisonal betrieben, von Ende April bis Anfang Mai an den Wochenenden, vom 15. Juni bis 31. August täglich. Die Linien waren:
- F1: Danzig–Hel–Danzig (Haltestellen: Lange Brücke/Fischmarkt, Hel Westhafen)
- F2: Sopot–Hel–Sopot (Haltestellen: Sopot Seesteg, Hel Westhafen)
- F3: Danzig–Sopot–Danzig (bis 2008)
- F4: Danzig–Sobieszewo (Bohnsack)–Danzig (Haltestellen: Fischmarkt, Sobieszewo beim Hotel Renusz)[1]

Die vier Linien wurden von der Reederei Żegluga Gdańska bedient. Die eingesetzten Fahrzeuge konnten 140 Passagiere und 10 Fahrräder befördern. Auf der Linie F1 war es die Smiltyne, auf der Linie F2 Ewa, auf der Linie F3 Marina und auf der Linie F4 Elżbieta. Aufgrund der hohen Nachfrage wurde zusätzlich der Katamaran Typ KP-2 Opal zur Bedienung der Linie F1 eingesetzt, er konnte 450 Personen und 50 Fahrräder befördern. Die Linie F3 wurde 2008 eingestellt, die Linien F1, F2 und F4 2012. ZTM wurde 2008 für die Umsetzung von Wasserstraßenverbindungen nach Hel mit einem Preis der Dreistadt (Trójmiasto) ausgezeichnet. Im ersten Jahr wurden 2006 189.068 Fahrgäste befördert, 2007 waren es 231.400. Ihre Zahl sank bis 2010 auf 178.900 ab.
Ab dem 5. Juni 2012 wurden nur zwei neue Linien bedient, die mit kleinen Booten Touristenattraktionen bedienten. Die Ausschreibung gewann die Żegluga Gdańska.
- F5: Żabi Kruk–Westerplatte (25,6 Kilometer; Haltestellen waren: Żabi Kruk, Most Zielony, Fischmarkt, …, Festung Weichselmünde, Westerplatte, und die Latarnia Morska in Nowy Port (Neufahrwasser))
- F6: Danzig, Fischmarkt–Górki Zachodnie (Westlich Neufähr) (28,5 Kilometer; Haltestellen waren: Fischmarkt, ul. Wiosny Ludów, Sienna Grobla II (Strohdeich), ul. Tamka, Stogi (Heubude) und das Nationale Segelzentrum in Górki Zachodnie).[1]

Die Reederei kaufte in Sankt Petersburg zwei Spezialschiffe. Die Sonica und Sonica I konnten mit einer Höhe von 1,3 Metern über Wasserlinie unter den Brücken der Motława (Mottlau) hindurchfahren. Sie hatten eine Kapazität für den Transport von 40 Personen und fünf Fahrrädern. Auf beiden Linien gab es täglich drei Hin- und Rückfahrten. Die Linien waren in der Sommersaison bis zum 30. September in Betrieb. Im ersten Jahr wurden 2012 11.375 Fahrgäste und 270 Fahrräder befördert, 2014 waren es 31.801 und 587. Ihre Zahl stieg 2016 auf 47.240 Fahrgäste und 1.225 Fahrräder an, 2018 waren es 65.627 und 2.451.
Im Jahr 2020 wurde der Betrieb aufgrund der COVID-19-Pandemie eingestellt und nicht wieder aufgenommen. Die Infrastruktur, beispielsweise die Haltestellen, wird gegen Entgelt von privaten Unternehmern genutzt, die gewerbliche Personenbeförderung durchführen.